# Тиендзъшан
Планината Тиендзъ или Тиендзъшан (на китайски: 天子山, на пинин: Tiānzǐ Shān) е планина в Джандзядзие, провинция Хунан в Китай, близо до долината Суоси в Южен Централен Китай.
Първоначално планината е била известна като „планината Цинян“ заради зелените си камъни. При управлението на династията Мин планината е преименувана и носи името на селянина Сян Дакун от етническата група тудзя, който ръководи успешно въстание на местните и е наречен „Сян Уан Тиендзъ“, което се превежда като Син на небето – традиционен епитет използван за название на китайския император.
Най-високият стълб на планината Тиендзъ е връх Кунлун с височина 1262,5 метра, а най-ниският стълб е Шиланю с височина от 534 метра. Планината Тиандзъ е част от живописната местност Улинюен и е добавена към списъка на световното природно наследство на ЮНЕСКО през 1992 г.

## Туризъм
Планината е популярна сред туристите. През определени месеци от годината, главно след дъжд, стълбовете на планината Тиандзъ са покрити с море от мъгла. Годишните температури варират от средните до горните 30°C през юли до ниските около 5°C през зимния сезон. Валежите са най-големи през лятото.

## Популярна култура
Планинските върхове на Тиендзъшан са вдъхновили планинския пейзаж „Пандора“ във филма „Аватар“ на Джеймс Камерън, а по темата е създаден и тематичен парк.